# 谷川宏
谷川宏（たにがわ ひろし、1916年7月29日 - 1989年2月7日）は日本の大蔵官僚。大臣官房日本専売公社監理官、国税庁間税部長、東京国税局長、関税局長、石油開発公団副総裁、北海道東北開発公庫総裁などを務めた。

## 来歴
群馬県出身。1939年10月 高等試験行政科を合格。東京帝国大学法学部政治学科卒業。1940年 大蔵省入省。専売局長官官房兼専売局販売部属。1950年5月13日 主計局主計官（歳入、大蔵、終戦処理担当）。1951年4月 主計局主計官（大蔵、外務、政府関係機関担当）。1952年4月 主計局主計官（歳入、大蔵、外務、政府機関、調達担当）。1955年9月1日 銀行局保険課長。1959年5月4日 仙台国税局長。1960年11月1日 大臣官房日本専売公社監理官。1962年5月16日 国税庁間税部長。1963年5月20日 東京国税局長。1966年2月1日 関税局長。1967年8月4日 退官。同年8月 日本輸出入銀行理事（〜1970年10月）。1970年10月 石油開発公団副総裁。1978年1月 北海道東北開発公庫総裁。

## 略歴
- 1940年4月：大蔵省入省。専売局長官官房 兼 専売局販売部属[1]。
- 1940年9月：辞職[1]。
- 1940年9月：海軍主計中尉・海軍経理学校補修学生。
- 1941年1月：高雄海軍航空隊付。
- 1942年5月：海軍主計大尉。
- 1942年7月：横須賀鎮守府付。
- 1943年8月：佐世保施設部員。
- 1945年5月：海南施設部員。
- 1945年9月：海軍主計少佐。
- 1946年3月：予備役。
- 1946年4月：熊本地方専売局。
- 1946年8月：内閣参事官 兼 関東信越地方物価事務局。
- 1946年11月：物価庁第一部総務課。
- 1948年7月：東京財務局経理部長。
- 1949年6月1日：東京国税局間税部長。
- 1949年12月：国税庁間税部消費税課長。
- 1950年5月13日：主計局主計官（歳入、大蔵、終戦処理担当）。
- 1951年4月：主計局主計官（大蔵、外務、政府関係機関担当）。
- 1952年4月：主計局主計官（歳入、大蔵、外務、政府機関、調達担当）。
- 1955年9月1日：銀行局保険課長。
- 1959年5月4日：仙台国税局長。
- 1960年11月1日：大臣官房日本専売公社監理官。
- 1962年5月16日：国税庁間税部長。
- 1963年5月20日：東京国税局長。
- 1966年2月1日：関税局長。
- 1967年8月4日：退官。
- 1967年8月：日本輸出入銀行理事（〜1970年10月）。
- 1970年10月：石油開発公団副総裁。
- 1978年1月：北海道東北開発公庫総裁。